# Gila intermedia
Gila intermedia és una espècie de peix de la família dels ciprínids i de l'ordre dels cipriniformes que es troba als Estats Units i Mèxic. Va ser descrit per l'ictiòleg Charles Girard el 1856.